# Ignacio Kłopotowski
Ignacio Kłopotowski (20 de julio de 1866 Dziadkowice, Podlaise, Polonia - 7 de septiembre de 1931, Varsovia, Polonia) fue un sacerdote católico polaco promotor de la formación católica por lo que fundó múltiples casas hogares y escuelas, además de la congregación de las Hermanas de la Santísima Virgen María de Loreto en 1920. sirvió en Polonia como pastor de los pobres y huérfanos, muy conocido por aportación a la prensa cristiana en la que escribió una gran variedad de publicaciones cristianas para los fieles.  Fue beatificado por Papa Benedicto XVI presidiendo la ceremonia el cardenal Józef Glemp el 19 de junio de 2005 en Varsovia.

## Vida

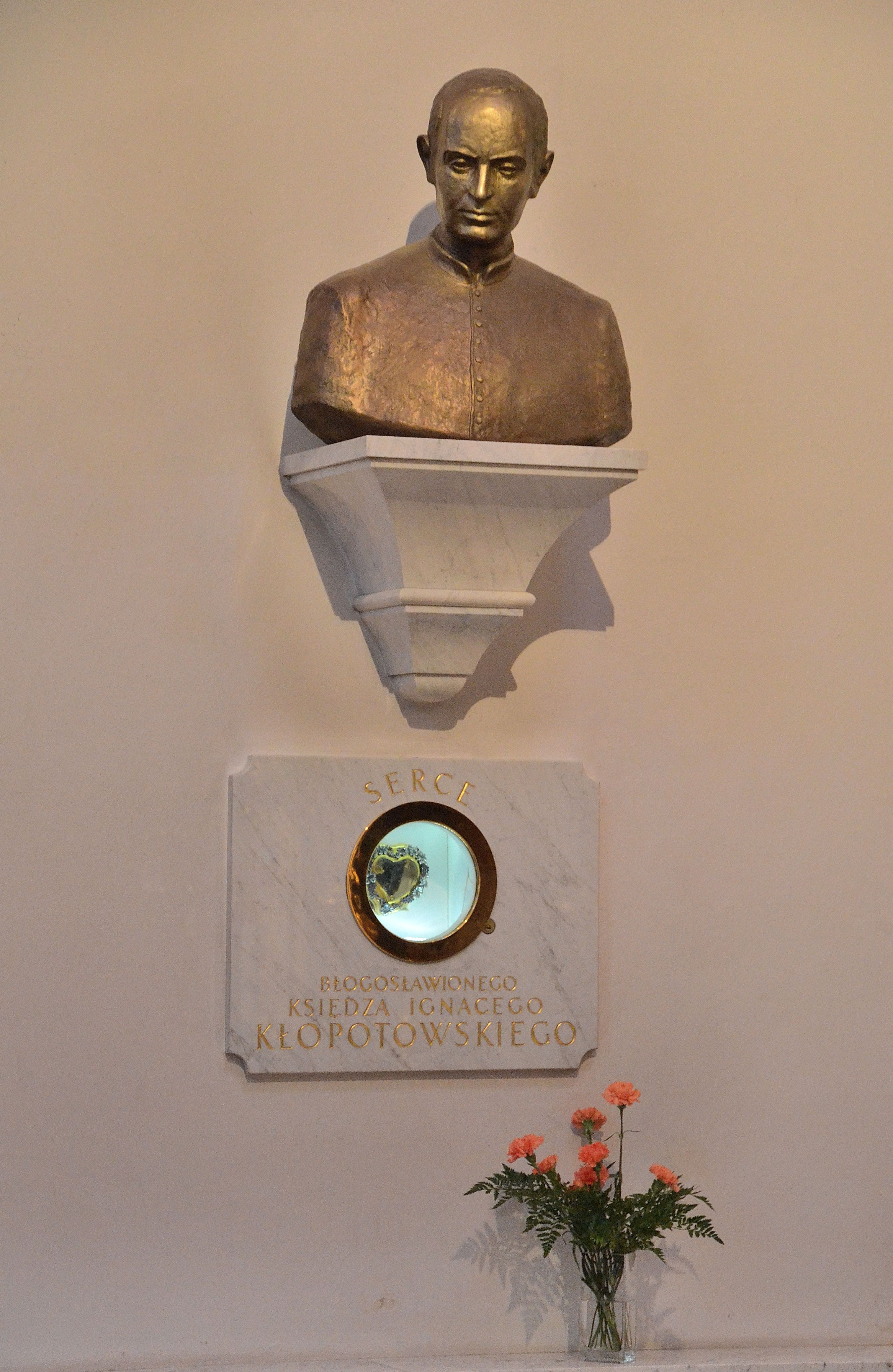
Busto y relicario en Iglesia de San Miguel Arcángel en Varsovia

Sus padres fueron Jan Kłopotowski e Isabella Dobrowolska. Recibió su bautismo el 28 de julio de 1867. Realizó sus estudios básicos en Siedlce.
Ingresó en 1883 al seminario de Lublin para sus estudios de Filosofía. Estudió la licenciatura en teología, en San Petersburgo,Rusia. y recibió su ordenación sacerdotal el 5 de julio de 1891 de manos del obispo Franciszek Jaczewski en la Catedral de Lublin. Fue nombrado vicario parroquial de la parroquia "Conversión de San Pablo" y posteriormente capellán del Hospital de San Vicente en 1892. En 1894, fue nombrado rector de la Iglesia greco-católica de San Estanislao, donde brindó asistencia a los fieles greco-católicos perseguidos.
En 1892 se inició como docente y duro 14 años (hasta 1906) como tal, en el seminario mayor de San Vicente, y enseñó Sagradas Escrituras, teología moral, derecho canónico y catecismo. 
Kłopotowski era muy consciente de las difíciles condiciones de vida de tantos de sus compatriotas, que estaban inmersos, en miseria extrema tanto material como moral, educativa y laboral.
En 1908, Kłopotowski se mudó a Varsovia con el permiso de sus superiores para aumentar el alcance de sus publicaciones.  En 1919 fue nombrado párroco de la parroquia de "Nuestra Señora de Loreto" en la iglesia de San Florián en el distrito de "Praga".

La congregación religiosa más tarde se agregó a la Orden de San Benito en 1940 y recibió la aprobación diocesana del Cardenal.Stefan Wyszyński el 7 de abril de 1949. La orden recibió la aprobación papal del Papa Pablo VI el 24 de mayo de 1971. En 2008 allí había 221 religiosos en un total de 24 casas del instituto. Una frase que resume su pensamiento es: 
"Todo niño abrazado contra el corazón, toda existencia humana salvada de la muerte, todo centésimo sumido a una buena obra, son un gran mérito ante la patria".

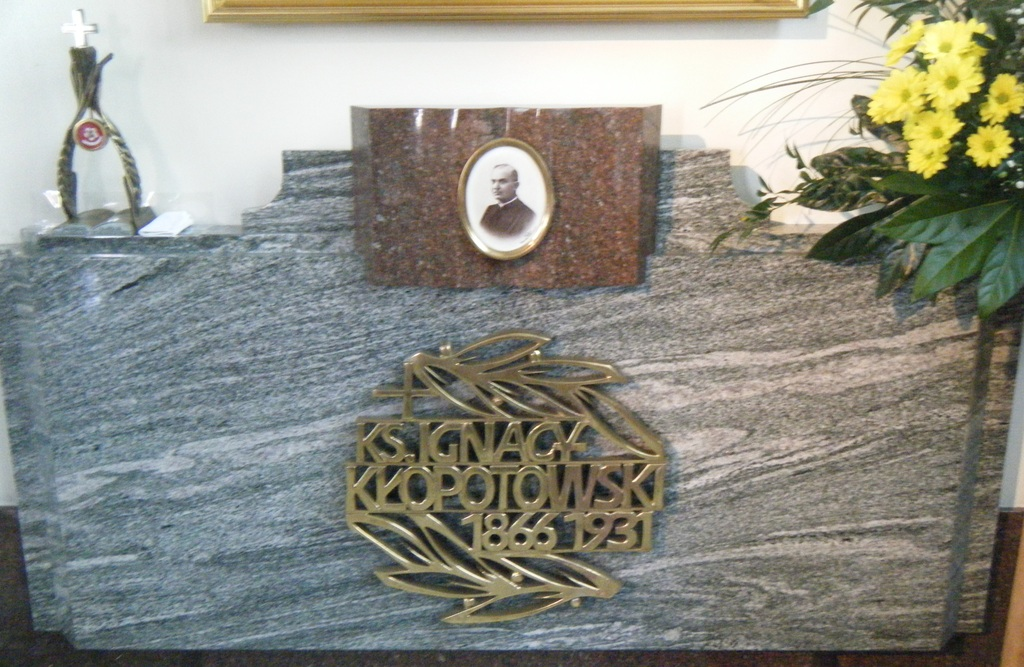
Tumba de Ignacio Klopotowsky

Murió en Varsovia el 7 de septiembre de 1931 y fue enterrado en el cementerio de Powązki.  Sus restos fueron trasladados el 26 de septiembre de 1932 a otro cementerio y nuevamente en 2000 a una capilla que se dirigió a su instituto. 

## Obra
- Consideró que la palabra impresa era una prolongación de la palabra hablada y un medio idóneo para difundir el reino de Dios en la tierra. Desde 1905 inició la publicación de las siguientes publicaciones periódicas aún, cuando Polonia estaba bajo el dominio ruso, y a pesar de no recibir la aprobación rusa y sufrir represión gubernamental, lo realizó, aunque años más tarde, el zar Nicolás II le permitió seguir publicando libremente sus obras. :
  - Diario "Polak-Katolik" (polaco-católico), y
  - Semanario “La Semilla”, y
  - Revista mensual “El buen domingo” y
  - Revista mensual “Círculo del Rosario”,
  - Revista infantil El Ángel Custodio”
- Fundó una escuela para niños y un centro de empleo; Ambas instalaciones se instalaron en Lublin.
- Fundó varios orfanatos
- Fundó hogares para personas mayores
- Fundó un hogar “San Antonio” para mujeres niñas como escape para la prostitución.
- Fundó una cadena de escuelas rurales, con la ayuda de la Congregación de las Siervas de la Inmaculada, pero esto le provocó la persecución de las autoridades rusas de la época.
- Fundó comedores sociales y centros de salud.
- Fundó la congregación religiosa, “Hermanas de la Santísima Virgen María de Loreto”, el 31 de julio de 1920 con la ayuda y el estímulo del nuncio apostólico en Polonia, Achille Ratti, y el futuro Papa Pío XI. Actualmente la orden cuenta con 24 sedes y 220 religiosas.[5]

## Reconocimientos
A Ignacio se le conoció como "verdadero padre y protector de los huérfanos".
Józef Styk escribió un libro en polaco: Padre Ignacy Kłopotowski, 1866-1931: activista social, publicista y editor.

### Beatificación
Se inició el proceso de beatificación cuando el 22 de junio de 1988, en un acto simultáneo que le otorgó el título de Siervo de Dios y la Congregación para las Causas de los Santos (CCS) concedió el "nihil obstat" (nada en contra), para desarrollar el proceso diocesano, para lo se evaluó su vida y obra y recibió la aprobación de Roma el 20 de marzo de 1993.
El proceso de investigación de validación de un primer milagro se inició en Polonia el 21 de diciembre de 1995 y conclusiones poco después, para lo cual la CCS lo validó el 9 de abril de 1999 antes de pasarlo a una junta médica y teólogos antes de que la CCS votara sobre el milagro.
La Positio fue presentada a la CCS en 2000, lo que les permitiría iniciar sus propias investigaciones sobre la causa. Los teólogos concedieron su aprobación tras deliberar sobre el contenido del expediente el 5 de octubre de 2004, mientras que el CCS también lo aprobó el 7 de diciembre de 2004.
Kłopotowski fue nombrado Venerable el 20 de diciembre de 2004 después de que el Papa Juan Pablo II confirmara que había vivido una vida de virtud heroica.
El Papa Benedicto XVI le concedió la aprobación de beatificación y delegó al Cardenal Józef Glemp para presidir tal celebración, el 19 de junio de 2005 en Varsovia. La causa de Canonización sigue su curso. Su santoral se celebra el 7 de septiembre. 